# Tamara Craig Thomas
Tamara Craig Thomas ou Tamara Marie Watson (Whitby) est une actrice canadienne.

## Filmographie
- 2006 : Demande à la poussière
- 1998 : Cursus fatal

## Télévision
- 1999- 2000 : Saison 6 de Star Trek: Voyager, épisode 24
- 1998 - 2005: Cold Squad, brigade spéciale
- 2002 - 2004 : Odyssey 5
- 2004 : Hawaii
- 2004 - 2005  : Saison 2 de NCIS : Enquêtes spéciales, épisode 18